# 天龍 (軽巡洋艦)
天龍（てんりゅう/てんりう）は、日本海軍の二等巡洋艦(軽巡洋艦)で、二等巡洋艦天龍型の1番艦である。艦名は遠州灘に注ぐ天竜川にちなんで名づけられた。帝国海軍の軍艦としては初代天龍（木造巡洋艦）に続き2隻目となる。
戦後、海上自衛隊の訓練支援艦「てんりゅう」 が就役した。

## 概要
八四艦隊案の1隻として第一次世界大戦直後（1919年11月20日）、横須賀海軍工廠で竣工した 小型軽巡洋艦。龍田と共に日本海軍の最初の軽巡洋艦となる。軽巡夕張をのぞけば、軽巡洋艦中で最小の艦である。
主に夜戦に際して駆逐艦を率いて敵主力艦に雷撃を行う水雷戦隊の旗艦としての役割を期待された。
竣工直後の同年12月1日に第二水雷戦隊 の旗艦となり、その後も1928年（昭和3年）まで第一水雷戦隊旗艦を3度務めた。また竣工直後から沿海州方面の警備を数回行い、日華事変以後は華南方面で行動した。
太平洋戦争では姉妹艦の龍田と共に第18戦隊を編成し、ウェーク島攻略作戦や南方の諸作戦、珊瑚海海戦に参加、第一次ソロモン海戦にも参加した。マダン上陸作戦支援中の1942年（昭和17年）12月18日にアメリカの潜水艦アルバコアの雷撃で沈んだ。

## 艦歴

### 建造
八四艦隊案の一部として長門、谷風など共に予算が成立した。仮称艦名「第1号小型巡洋艦」。1916年（大正5年）5月12日製造訓令、5月13日、建造予定の戦艦に長門、二等巡洋艦（軽巡洋艦）2隻にそれぞれ天龍と龍田、大型駆逐艦に谷風(江風型)の艦名が与えられる。6月26日、長門、天龍、龍田、谷風は艦艇類別等級表に登録された。天龍は1917年（大正6年）5月17日に起工、1918年（大正7年）3月11日に進水、1919年（大正8年）11月20日に竣工。呉鎮守府籍。佐世保工廠で建造された姉妹艦龍田（大正8年3月31日竣工）よりやや遅れての竣工だった。
同年4月30日の全力公試中に左舷低圧タービンのブレード(翼)が折れ、6月26日の開放検査でも再度ブレードの折れているのが発見されたため、竣工が大きく遅れていた。
1919年12月1日、第二艦隊第二水雷戦隊に編入。1921年4月20日、予備艦となる。同年12月1日、第一艦隊第一水雷戦隊に編入。1922年12月1日、予備艦となる。

### 関東大震災
1923年(大正12年)9月1日に関東大震災が発生、被害の深刻さを伝える電信が2日朝6時に呉に到着、呉鎮守府はまず天龍を横須賀に急行させることにした。
午前10時に出勤命令が下り、天龍は糧食8,000貫、毛布100枚、天幕12幕、医療品37個、救護班を搭載し(その他便乗者20名)、午後8時に出港した。
4日午前8時に品川着、艦長らは海軍省での打ち合わせの後、午後4時横須賀に到着した。
同乗していた救護班(呉海軍病院の村田文雄 軍医少佐以下全19名)は同日から救護作業を開始した。
5日に横浜へ回航、全部の食料品や毛布、その他を神奈川県宛てに揚陸した。
同日山城艦長と協議し、天龍は5日6日と揚陸作業と夜間の警戒を行った。
7日連合艦隊司令長官からの訓令により避難民2,050名の収容して、午後1時30分横浜を出港、清水港で避難民を降ろし、8日午後3時横浜に帰着した。
また同日避難民1,050名を収容し、9日午前6時横浜を出港、同じく清水で避難民を降ろし、10日午後6時横浜に帰着した。
この時は静岡県から神奈川県宛ての食糧27,000貫、静岡県救護班60名と医療品を横浜まで搬送した。
12日品川に回航、13日まで東京方面の被災調査を行い、14日に海軍の便乗者を乗せ横浜に回航した。
15日避難民302名を収容し、16日午前10時出港、午後5時清水港に到着、
横浜から清水へ輸送した避難民(軍人等の便乗者は除く)は3回で計3,402名に達した。
17日午前8時清水港を出港、18日午後3時呉に帰港し、天龍の救援作業は終了した。
1923年12月1日、第一艦隊第一水雷戦隊に編入。1924年12月1日、予備艦となる。1927年2月5日、中国国内の情勢が悪化したため第一遣外艦隊に編入。国民党軍の上海入城時（3月21日）には利根 (防護巡洋艦)、川内、五十鈴などとともに現地に停泊しており、3月24日の南京事件では天津風 (磯風型駆逐艦)ともに南京日本領事館にいた邦人の救出保護を行い、4月3日の漢口事件でも漢口日本租界の邦人保護と引揚に当った。
6月3日、予備艦となる。12月1日、第一艦隊第一水雷戦隊に編入。1928年12月1日、呉鎮守府部隊に編入。1930年12月1日、予備艦となる。1931年10月9日、第一遣外艦隊に編入。同年9月に起きた満州事変により中国国内の反日感情が高まったっため11月に邦人保護のため平戸 (防護巡洋艦)とともに南京に派遣。そのまま当地で1932年1月28日の第一次上海事変勃発を迎え上流の南京に孤立状態になったが国民政府の不拡大方針により難を逃れた。
1932年2月2日、第三艦隊第一遣外艦隊に編入。8月1日、第三艦隊に編入。1933年5月20日、第三艦隊第十戦隊に編入。11月15日、旅順要港部に編入。1934年11月15日、呉警備戦隊に編入。1935年11月15日、予備艦となる。1936年11月20日、第三艦隊第十戦隊に編入。1937年7月の盧溝橋事件勃発時には龍田とともに青島の邦人保護。
1937年10月20日、第四艦隊第十四戦隊に編入。1938年7月1日、第五艦隊第十戦隊に編入。12月15日、予備艦となる。1939年11月15日、舞鶴鎮守府部隊に編入。12月1日、舞鶴鎮守府に転籍。
1940年11月15日付の昭和16年度艦隊編制で「天龍」は第四艦隊第十八戦隊所属となった。第十八戦隊は「鹿島」「天龍」と「龍田」の3隻であった。1941年12月1日付の戦時編制改定で第十八戦隊は改編されて「天龍」、「龍田」の2隻となり、丸茂邦則少将が司令官となった。丸茂少将は12月2日に着任し、「天龍」を旗艦とした。同日第十八戦隊はトラックを出港し、12月5日にクェゼリンに到着した。

### 太平洋戦争緒戦
第十八戦隊はウェーク島攻略掩護隊としてとしてウェーク島攻略作戦に参加した。
開戦を確認して第十八戦隊および第六水雷戦隊（攻略部隊）はクェゼリン環礁を出撃、ウェーク島へ向かう。
第十八戦隊（天龍、龍田）はウェーク島に対地砲撃を行うが、同時刻、攻略部隊本隊/第六水雷戦隊（旗艦：軽巡洋艦夕張、駆逐艦《追風、疾風、睦月、如月、弥生、望月》）は陸上砲台の反撃と残存した数機のF4Fワイルドキャット戦闘機の反撃で疾風と如月の2隻の駆逐艦を撃沈され大混乱となっていた。天龍は旗艦夕張に経過を尋ねるが詳しい応答はなく、夕張からの避退命令と、アメリカ軍の砲台に狙われたことにより対地砲撃を中止。だが両艦とも離脱中にF4Fの空襲を受ける。F4Fが投下した爆弾は至近弾となったが、機銃掃射で天龍、龍田とも損害を受けた。天龍の人的被害は負傷者5名であった。第六水雷戦隊と合流後、天龍は夕張に対し『貴部隊ニ対シ援助ヲ要スルコトアラバ知ラサレ度』と通信するが、応答はなかった。各艦はクェゼリン環礁へ帰投した。
12月21日の第二次攻略作戦では南雲機動部隊より派遣された第二航空戦隊の空母2隻（飛龍、蒼龍）、重巡2隻（利根、筑摩）、第17駆逐隊（谷風、浦風）が航空支援をおこない、第六戦隊の重巡4隻（青葉、衣笠、加古、古鷹）が陸上支援に加わった。天龍、龍田は再び14cm主砲で対地砲撃をおこなうが、ウェーク島残存砲台の反撃で夾叉弾を受けた。陸上戦闘に派遣した天龍の海軍陸戦隊から3名の負傷者が出た。
1942年1月3日、第十八戦隊はトラックに入港。1月、ラバウルとカビエンの攻略作戦が行われた。第十八戦隊は第二十三駆逐隊などと共にR攻略部隊の支隊となり、カビエン攻略を行うこととなった。R攻略部隊支隊は1942年1月20日にトラックより出撃し、1月22日にカビエンに到着。敵のいないカビエンを占領した。1月25日からは周辺地域の掃蕩が行われた。「天龍」は1月25日にスリーアイランド付近、1月26日にムッソウ島、1月28日にレマス島とパチオ島の掃蕩を行った。2月9日にはスルミ、ガスマタ上陸が行われ、第十八戦隊はその掩護にあたった。2月11日、カビエンに帰投。以後、周辺の残敵掃蕩を行った。
2月17日、第十八戦隊はトラックに向けカビエン発。2月19日にトラックに到着し、「天龍」と「龍田」では13ミリ単装機銃2基の25ミリ連装機銃2基への換装と5センチ礼砲の撤去が行われた。
次はラエ：サラモア攻略作戦（SR作戦）で、第十八戦隊は第六戦隊、第二十三駆逐隊と共に支援部隊となった。支援部隊は3月2日にトラックを発し、3月5日にラバウル着。ラエ・サラモア攻略にあたるSR方面攻略部隊は3月5日にラバウルを出撃し、3月8日日にラエ・サラモアに上陸した。支援部隊も攻略部隊に続いて3月5日に出撃し、攻略部隊の間接支援を行った後ブカ島へ向かった。3月9日にブカ島沖に着き、翌日にかけて掃蕩や内火艇によるクインカロラ湾の測深などを実施。3月10日にラバウルへ向かって翌日到着。その後、敵機動部隊来襲に備えて再びクインカロラ湾に進出するが、3月18日にカビエンに移った。
ポートモレスビー攻略作戦ではMO攻略部隊掩護部隊に属した。
5月23日、「天龍」は日本本土へ回航され舞鶴に帰港した。舞鶴で修理が行われ、その際に25ミリ連装機銃2基増備、舷外電路装備、探照灯の移設や換装などが行われた。
十八戦隊司令官も丸茂少将から松山光治少将に交代した。
入渠整備後、天龍、龍田は第六戦隊第1小隊（青葉、衣笠）と合同して内地を出発、6月23日にトラック泊地へ到着した。同時期、第四艦隊（司令長官井上成美中将）は『SN作戦』（南太平洋方面の航空基地適地調査・設営・各航空基地強化）と『「リ」号研究作戦』（ニューギニア東部北岸から陸路ポートモレスビー攻略作戦に関する事前準備・研究）を発動。ガダルカナル島航空基地の設置、ラエ、カビエン、ツラギ、ラバウル各基地の強化、またソロモン諸島航空基地適地の捜索等の諸任務に、第六戦隊・第十八戦隊・第六水雷戦隊（夕張、第29駆逐隊）・第30駆逐隊を投入した。第六戦隊第2小隊（加古、古鷹）は7月4日にトラックへ進出、10日にレガタで青葉、衣笠、天龍、龍田に合流した。各隊はガダルカナル島への飛行場基地建設を支援する。つづいて第十八戦隊はニューギニア島ブナ攻略作戦（「リ」号研究作戦）に従事する。
7月14日、連合艦隊第二段作戦第二期の兵力部署改編により、第六戦隊・十八戦隊・夕張・各駆逐隊は外南洋部隊に編入された。
7月20日、天龍、龍田は陸軍の南海支隊のブナ上陸を支援した。この部隊はそのままココダへ進撃して行った。

### ガダルカナル島の戦い
8月7日、アメリカ軍はウォッチタワー作戦を発動、ガダルカナル島とフロリダ諸島に上陸を開始、ガダルカナル島の戦いが始まった。外南洋部隊指揮官三川軍一第八艦隊長官は重巡鳥海、第六戦隊（青葉、加古、古鷹、衣笠）を率いてガダルカナル島ルンガ泊地への突入を企図する。当初、軽巡天龍、夕張、駆逐艦夕凪は作戦から外されていたが、十八戦隊司令部や各艦の熱意により、突入艦隊に参加することになった。松山司令官と篠原参謀長は三川中将に作戦参加をもとめて直談判したため、のちに「松山光治の坐り込み」として有名になったという。この後の第八艦隊幕僚会議で天龍、夕張、夕凪の作戦参加が決まった。また龍田、卯月、夕月はブナへの輸送作戦に従事していたため、泊地突入作戦に参加できなかった。
8月8-9日の第一次ソロモン海戦において、天龍は連合国軍艦隊の撃破に貢献した。この時の天龍は旗艦の鳥海や第六戦隊と全く通信できない状態で夜戦に突入している。天龍には探照灯附近に若干の被弾命中があった。自艦の発砲の衝撃でジャイロコンパスが破損するという一幕もあった。
8月下旬以降のポートモレスビー作戦にともなうラビの戦いでは、従来からの第30駆逐隊（弥生、望月）に加えて第4駆逐隊嵐、第17駆逐隊（浦風、谷風、浜風、磯風）等が第十八戦隊の指揮下に入る。
8月24日、海軍陸戦隊を乗せた輸送船二隻の護衛としてブナを出撃。8月25日夜にミルン湾へ上陸作戦を行う。だが誤って予定地点から10km以上も東にずれた位置への上陸となってしまった。その後上陸部隊は連合軍の反撃と疫病の蔓延により後退、幾度か天龍や龍田らも出撃してニューギニア島・ミルン湾への強行輸送・艦砲射撃を実施した。8月28日14時、天龍、浦風は増援部隊である呉鎮守府第三特別陸戦隊（海軍陸戦隊）約770名を乗せた嵐、叢雲、弥生および哨戒艇3隻を護衛しラバウルを出撃、29日18時にパプアニューギニアのミルン湾ラビ東方に到着して陸戦隊を揚陸した。その後第8艦隊司令部はラビからの撤退を決め、9月5日に天龍と哨戒艇2隻が、翌6日夜龍田と駆逐艦嵐がミルン湾に上陸し撤退作戦を行った。
9月11日には、沈没した弥生の乗組員捜索のため天龍、浜風が出動している。この出撃では弥生乗組員を発見できなかった。9月25日、弥生生存者は磯風、望月に救助され、ラバウルへ戻った。
9月下旬、第十八戦隊によるツラギ沖への機雷敷設が計画された。9月20日に「天龍」はトラックに入港し、機雷搭載後ラバウルへ向かって9月24日に到着。10月2日、ラバウルにB-17重爆3機が来襲し艦艇を攻撃。艦艇に被害が生じた。「天龍」は左舷後甲板に命中弾1発、右舷前部に数発の至近弾を受け、死者21名、負傷者26名を出したが、機雷は降ろしていたため、それが誘爆することは免れた。応急修理は特設工作艦「八海丸」によって行われた。爆撃により後甲板の8センチ高角砲が大破していたため、かわりに第八根拠地隊の8センチ高角砲が仮装備された。
その後天龍はガダルカナル島への輸送任務に投入され、11月1日ショートランド泊地に進出した。増援部隊指揮官橋本信太郎第三水雷戦隊司令官は旗艦を軽巡川内から重巡衣笠に変更、ガダルカナル島への全力輸送を実施する。
11月1日夜、甲増援隊（朝雲《第四水雷戦隊旗艦》、村雨、夕立、春雨、時雨、白露、有明、夕暮、白雪、暁、雷、軽巡《天龍》）、乙増援隊（満潮、浦波、敷波、綾波）、第一攻撃隊（衣笠、川内、天霧、初雪）はガダルカナル島への輸送作戦を実施する。前述のように天龍はショートランド泊地に進出したばかりで、出撃直前に甲増援隊へ編入された。
11月2日夜、各部隊はガ島へ到着。乙増援隊の揚陸は順調に進んだが、甲増援隊は強風と波浪により全物資を揚陸できなかった。天龍のカッターボートを含め9隻の装載艇を失い、天龍7名・村雨5名・暁5名・雷6名のボートクルーはガダルカナル島に取り残された。天龍は有明、村雨、夕立、春雨に護衛されて帰投している。
11月4日、天龍は甲増援隊から乙増援隊へ所属変更となり、また外南洋増援部隊指揮官(三水戦司令官)は衣笠から駆逐艦浦波に旗艦を変更し、乙増援隊を指揮することになった。甲増援隊（朝雲《旗艦》、村雨、春雨、夕立、時雨、白露、有明、夕立、朝潮、満潮）、乙増援隊（浦波、敷波、綾波、白雪、望月、天龍）は同日深夜にショートランド泊地を出撃、両隊とも輸送に成功した。帰路、天龍はアメリカの潜水艦に雷撃されたが被害はなかった。11月6日朝、各隊はショートランド泊地に帰投。この輸送作戦終了をもって外南洋部隊増援部隊指揮官は橋本三水戦司令官から第二水雷戦隊司令官田中頼三少将に交代し、橋本司令官は川内以下第三水雷戦隊各艦をひきいてトラック泊地へ向かった。
外南洋部隊の兵力再編にともない、増援部隊指揮官(田中二水戦司令官)は甲増援隊と乙増援隊の戦力を再編した。11月7日、第四水雷戦隊司令官高間完少将は駆逐艦朝雲から軽巡天龍へ移乗、天龍を第四水雷戦隊（第2駆逐隊《村雨、五月雨、夕立、春雨》・第9駆逐隊《「朝雲」、峯雲》・第27駆逐隊《時雨、白露、有明、夕暮》）旗艦とした。11月9日、四水戦旗艦は再び「朝雲」に戻った。10日、天龍は第七戦隊（司令官西村祥治少将：旗艦鈴谷）の指揮下に入った。11日、朝雲と四水戦各艦はショートランド泊地を出撃、第十一戦隊（比叡、霧島）以下挺身艦隊と合流して第三次ソロモン海戦に臨んだ。
11月12日夜、挺身艦隊はアメリカ艦隊と交戦、比叡、夕立、暁が沈没した（第三次ソロモン海戦第一夜戦）。これを受けて第七戦隊にヘンダーソン飛行場砲撃命令が出される。11月13日午前5時40分、重巡2隻（鈴谷、摩耶）、軽巡天龍、駆逐艦4隻（夕雲、巻雲、風雲、朝潮）および主隊（鳥海、衣笠、五十鈴）はショートランド泊地を出撃したが、満潮は泊地で空襲を受け損傷し、作戦に同行できなかった。同日深夜、鈴谷、摩耶はガ島海域に突入して飛行場砲撃を敢行、天龍、夕雲、巻雲、風雲、朝潮はアメリカ軍の魚雷艇から七戦隊を護衛した。だが飛行場の機能を奪うことは出来ず、14日昼間の空襲により西村部隊と行動を共にしていた重巡衣笠が沈没、鳥海、摩耶、五十鈴が損傷した。

### 東部ニューギニア方面の戦い
第三次ソロモン海戦の敗北により、ガダルカナル島の戦いは収拾がつかない状況になった。一方、日本軍輸送船団を全滅させた連合軍は反攻に転じ、11月16日にパプアニューギニアのブナへ上陸作戦を敢行、東部ニューギニア方面の戦況も一挙に悪化した。外南洋方面部隊各艦は15日にショートランド泊地へ戻ったばかりだったが、連合軍ブナ上陸を受けて対応を迫られる。
増援部隊（第二水雷戦隊）は東部ニューギニア方面輸送作戦のためラバウルへ移動、鳥海はラバウルで第八艦隊司令部をおろすと涼風に護衛されてトラック泊地へ回航（20日着）、支援隊（鈴谷、摩耶、天龍、早潮）はカビエン回航および同地待機を命じられる（18日着）。同時期、ラバウル・ニューギニア方面の海上兵力輸送・航空基地整備・哨戒等を担当するR方面防備部隊の負担が重くなり過ぎたため、待機中のラビ攻略部隊（第十八戦隊司令官、兵力龍田のみ）と進撃部隊（第七根拠地隊）がニューギニア方面の輸送および防御任務を担当することになった。11月23日、トラック泊地の第十八戦隊司令官松山少将は涼風に乗艦してラバウルへ移動。天龍と駆逐艦早潮も第七戦隊の指揮下を離れ、ラバウルへ向かった。同日、ラバウルにて松山司令官は涼風から天龍へ移乗、天龍は第十八戦隊旗艦に復帰する。外南洋部隊（第八艦隊）が定めた東部ニューギニア方面護衛隊（指揮官松山十八戦隊司令官）の戦力は、旗艦天龍以下、第8駆逐隊（朝潮、荒潮）、第10駆逐隊（夕雲、巻雲、風雲）、駆逐艦春雨、白露、電、磯波、早潮という陣容だった。
12月8日早朝、風雲、夕雲、朝潮、荒潮、磯波、電の6隻の駆逐艦は陸兵約1000名とドラム缶を搭載してラバウルを出撃した。途中、B-24重爆1機の攻撃を受け朝潮が被弾、そこで松山司令官は天龍に乗艦して救援に向かった。だが午前11時に外南洋部隊より作戦中止命令があり輸送隊は反転、帰路にもB-17重爆7機の空襲で磯波が至近弾で軽微な損傷を受けるも各艦に深刻な損傷はなく、夕方になって全隻ラバウルへ帰投した。
12月中旬、日本軍はニューギニア方面作戦を進展させるため、ニューギニア島東部のマダンとウェワク攻略作戦（ム号作戦）を発動する。外南洋方面部隊主隊（鳥海）、同支援隊（熊野、鈴谷）、東部ニューギニア方面護衛隊（天龍）、ウェワク攻略部隊（巻雲、夕雲、風雲、清澄丸）、マダン攻略部隊（荒潮、涼風、電、磯波、愛国丸、護国丸）、母艦航空隊（隼鷹、阿賀野、磯風、浜風、他駆逐艦1）という兵力部署が決定。各隊は12月16日、トラック泊地やラバウルを出撃し、それぞれの攻略目標へ向かった。
12月18日、天龍は駆逐艦4隻（涼風、磯波、荒潮、電）と共に輸送船2隻（愛国丸、護国丸）を護衛し、マダン上陸作戦に従事していた。夕方の空襲で護国丸が被弾炎上したが、沈没には至らなかった。同日20時25分、マダン港外8浬付近で、米潜水艦の発射した魚雷が天龍の左舷後部に命中した。この時、アメリカ潜水艦のアルバコア (USS Albacore, SS-218) が魚雷4本を発射していた。松山司令官は駆逐艦磯波に将旗を移揚した。天龍の救援は荒潮に命じられていたが、涼風の輸送作業が終わったので同艦が救援に向かった。だが、涼風による曳航は天龍の浸水が進んだため困難だった。涼風は天龍に横付けして生存者移動を試みていたが、天龍は23時に南緯05度8分 東経145度57分 / 南緯5.133度 東経145.950度地点で沈没した。大多数の乗組員は救助されたが、23名が戦死し21名が負傷した。
12月21日、第十八戦隊旗艦は磯波から望月に変更された。12月24日、第十八戦隊は解隊し、龍田は第八艦隊所属となった。
1943年（昭和18年）2月1日、天龍は軍艦籍から除籍、
二等巡洋艦天龍型から削除された。

## 歴代艦長
※『艦長たちの軍艦史』129-131頁、『日本海軍史』第9巻・第10巻の「将官履歴」及び『官報』に基づく。階級は就任時のもの。

### 艤装員長
1. 角田貫三 中佐：1918年2月16日[161] - 7月20日[162]
2. （兼）角田貫三 中佐：1918年7月20日[162][163] -

### 艦長
1. 角田貫三 中佐：1918年7月20日[162] - 1920年11月20日
2. （心得）村瀬貞次郎 中佐：1920年11月20日 - 1920年12月1日[164]
3. 村瀬貞次郎 大佐：1920年12月1日 - 1921年12月1日
4. 横尾敬義 大佐：1921年12月1日 - 1922年5月29日
5. 河村達蔵 大佐：1922年5月29日 - 1922年12月1日
6. 松下元 大佐：1922年12月1日 - 1923年10月15日
7. （心得）小栗信一 中佐：1923年10月15日 - 1923年12月1日
8. 小栗信一 大佐：1923年12月1日 - 1924年12月1日
9. 瀧田吉郎 大佐：1924年12月1日 - 1925年10月20日
10. 木田新平 大佐：1925年10月20日 - 1925年12月1日
11. 毛内効 大佐：1925年12月1日 - 1926年11月1日
12. 山口清七 大佐：1926年11月1日 - 1927年11月15日
13. 菊野茂 大佐：1927年11月15日 - 1928年12月10日
14. 沢本頼雄 大佐：1928年12月10日 - 1929年8月20日
15. 高橋伊望 中佐：1929年8月20日 - 1929年11月1日
16. 蜂屋義尾 大佐：1929年11月1日 - 1930年12月1日[165]
17. 斑目健介 大佐：1930年12月1日 - 1932年11月15日
18. 田結穣 大佐：1932年11月15日 - 1933年11月1日
19. 金沢正夫 大佐：1933年11月1日 - 1934年5月25日
20. 井沢徹 大佐：1934年5月25日 - 1934年11月15日
21. 春日末章 大佐：1934年11月15日 - 1935年11月21日
22. 鎌田道章 大佐：1935年11月21日 - 1936年2月15日
23. 工藤久八 大佐：1936年2月15日 - 1936年11月10日
24. 宇垣完爾 大佐：1936年11月10日 - 1937年8月2日
25. 阿部孝壮 大佐：1937年8月2日 - 1938年12月15日
26. 山崎貞直 大佐：1938年12月15日 -
27. 鹿目善輔 大佐：1939年11月15日 - 1940年10月15日
28. 高橋雄次 大佐：1940年10月15日 - 1941年8月28日
29. 後藤光太郎 大佐：1941年8月28日 - 1942年6月5日
30. 浅野新平 大佐：1942年6月5日 - 1942年12月5日
31. 上田光治 大佐：1942年12月5日 -

## 公試成績
| 実施日        | 種類         | 排水量    | 回転数    | 出力          | 速力         | 場所 | 備考     | 出典    |
| ------------- | ------------ | --------- | --------- | ------------- | ------------ | ---- | -------- | ------- |
| 1919年5月23日 | 全力予行運転 |           |           | 60,500馬力    | 33.93ノット  |      |          | [ 166 ] |
| 1919年5月26日 | 全力         | 3,758トン | 413.86rpm | 52,666.05馬力 | 33.242ノット |      | 普通排気 | [ 24 ]  |
| 1919年5月26日 | 全力         | 3,760トン | 439.75rpm | 60,549馬力    | 34.437ノット |      | 密閉排気 | [ 24 ]  |
| 1919年5月26日 | 全力         | 3,530トン |           | 59,844馬力    | 34.206ノット |      |          | [ 22 ]  |

## 画像

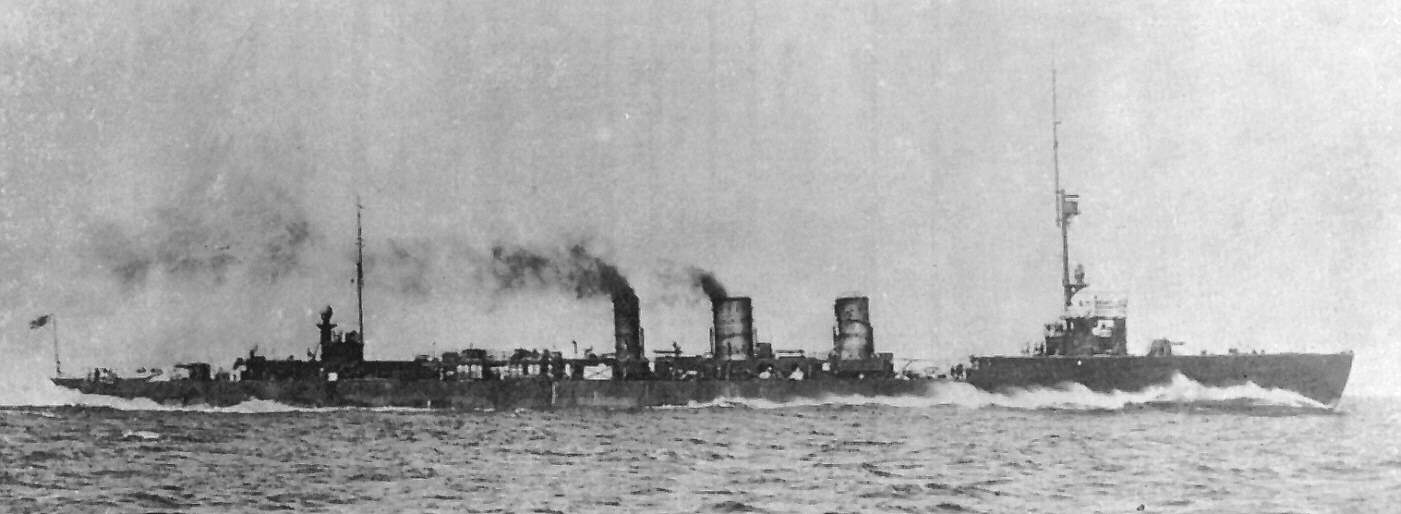
全力公試中の天龍(推定1919年5月26日)
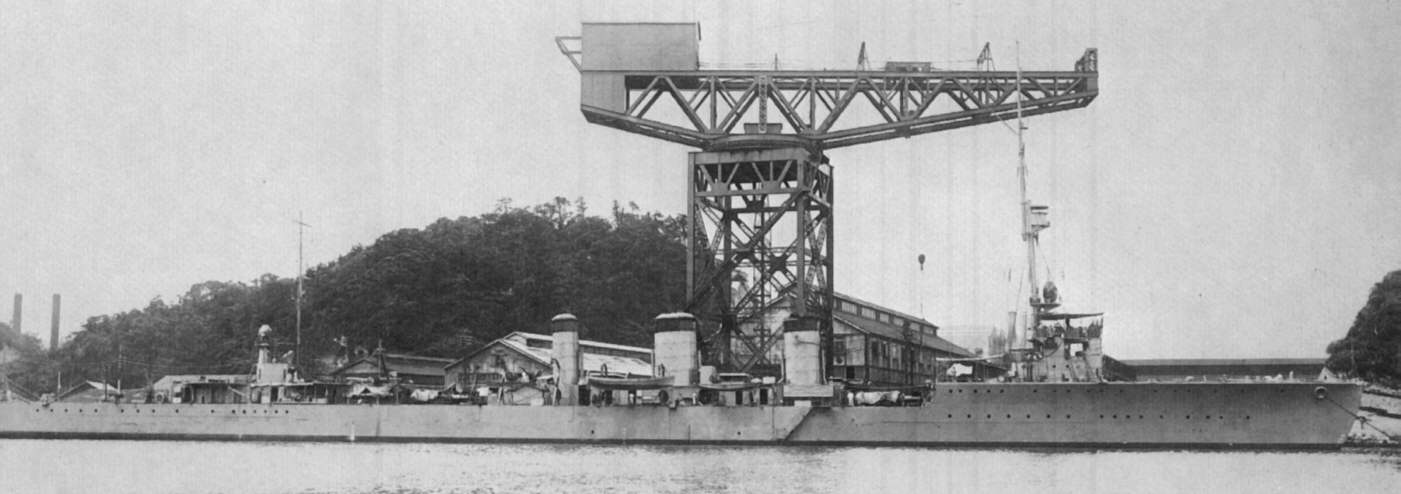
艤装中の天龍(1919年秋)
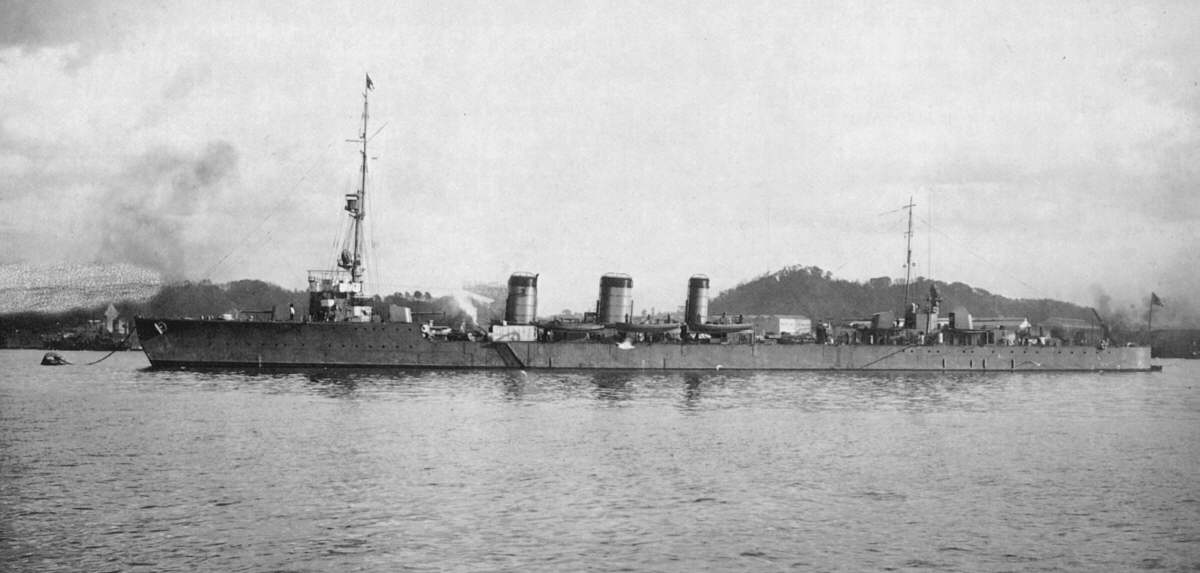
1919年12月、横須賀にて
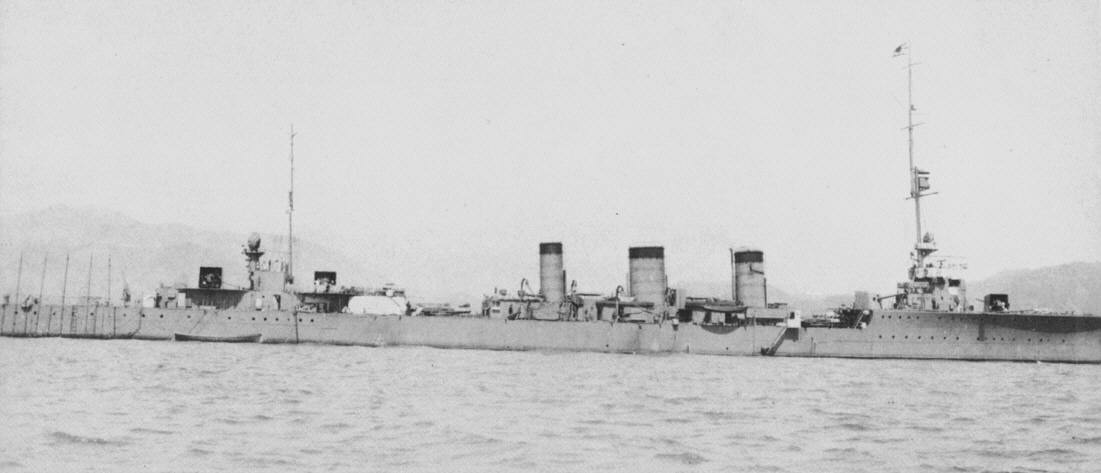
1921年頃
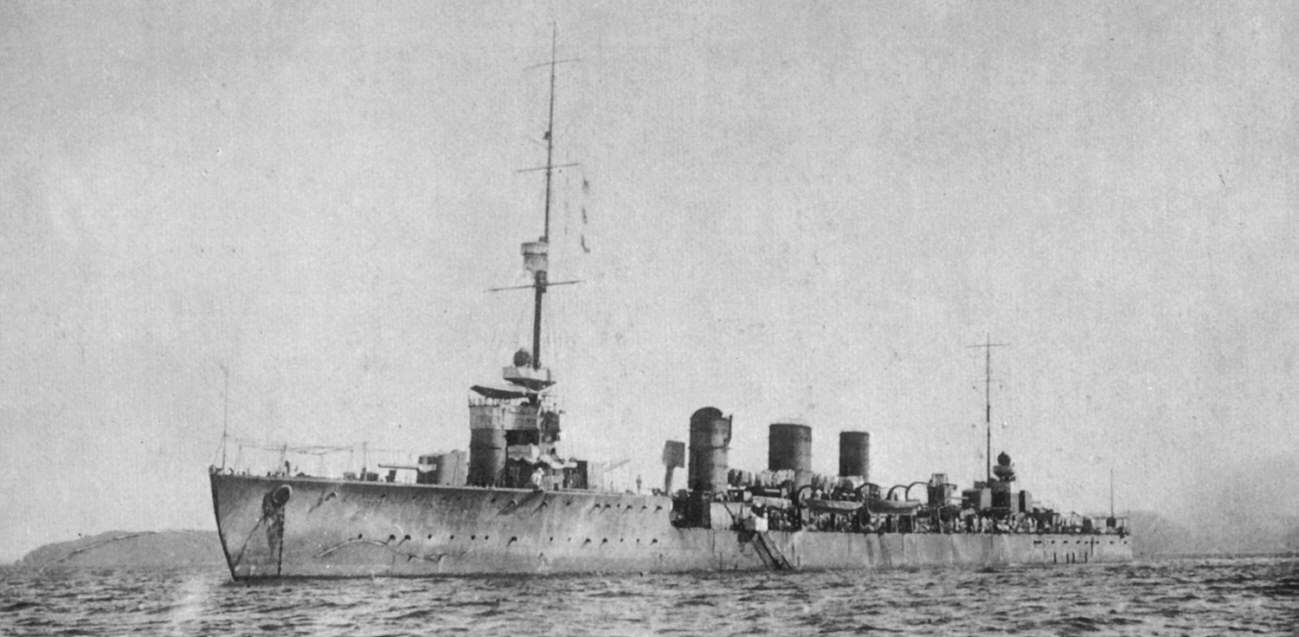
1923年頃
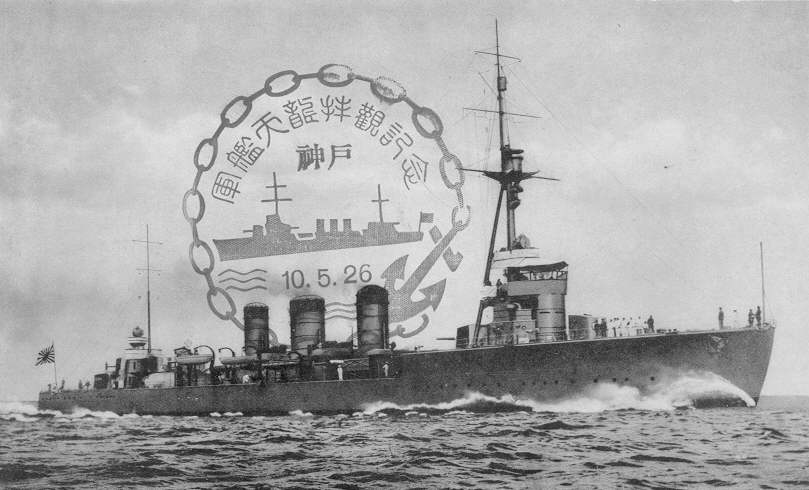
1926年のポストカード
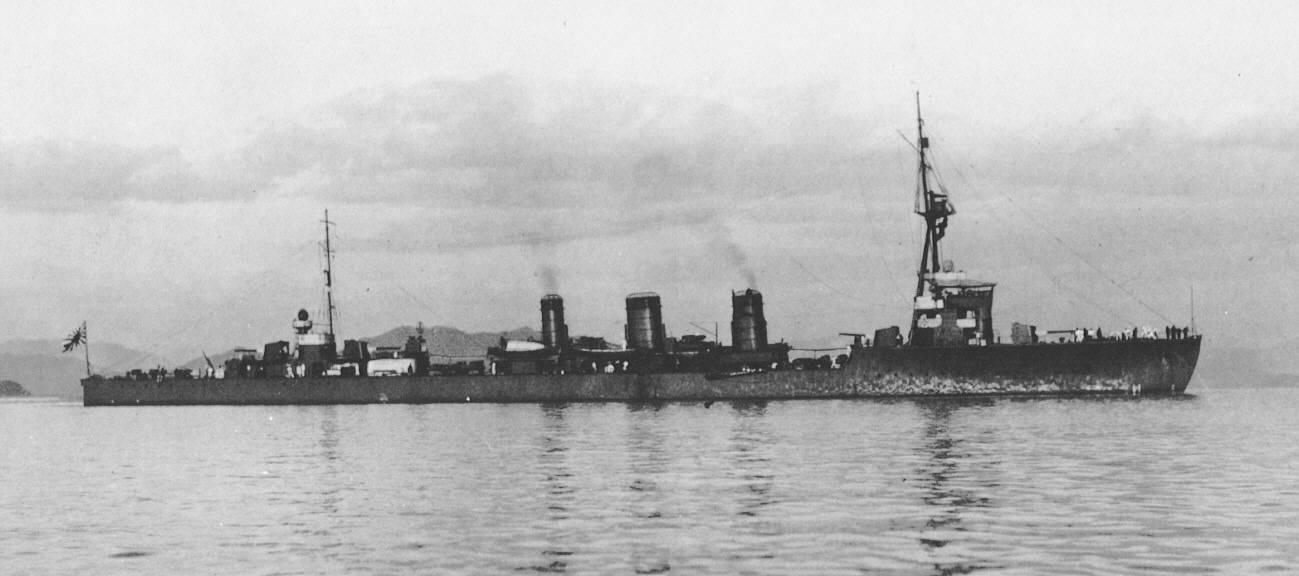
1930年頃
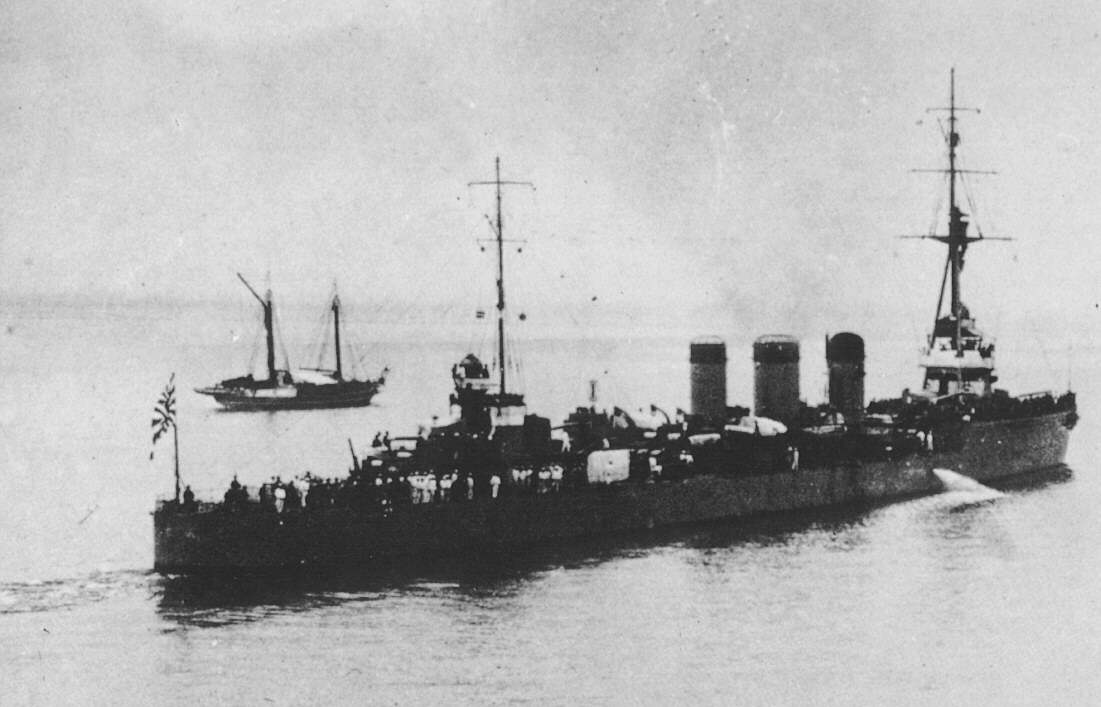
1930年から1932年頃
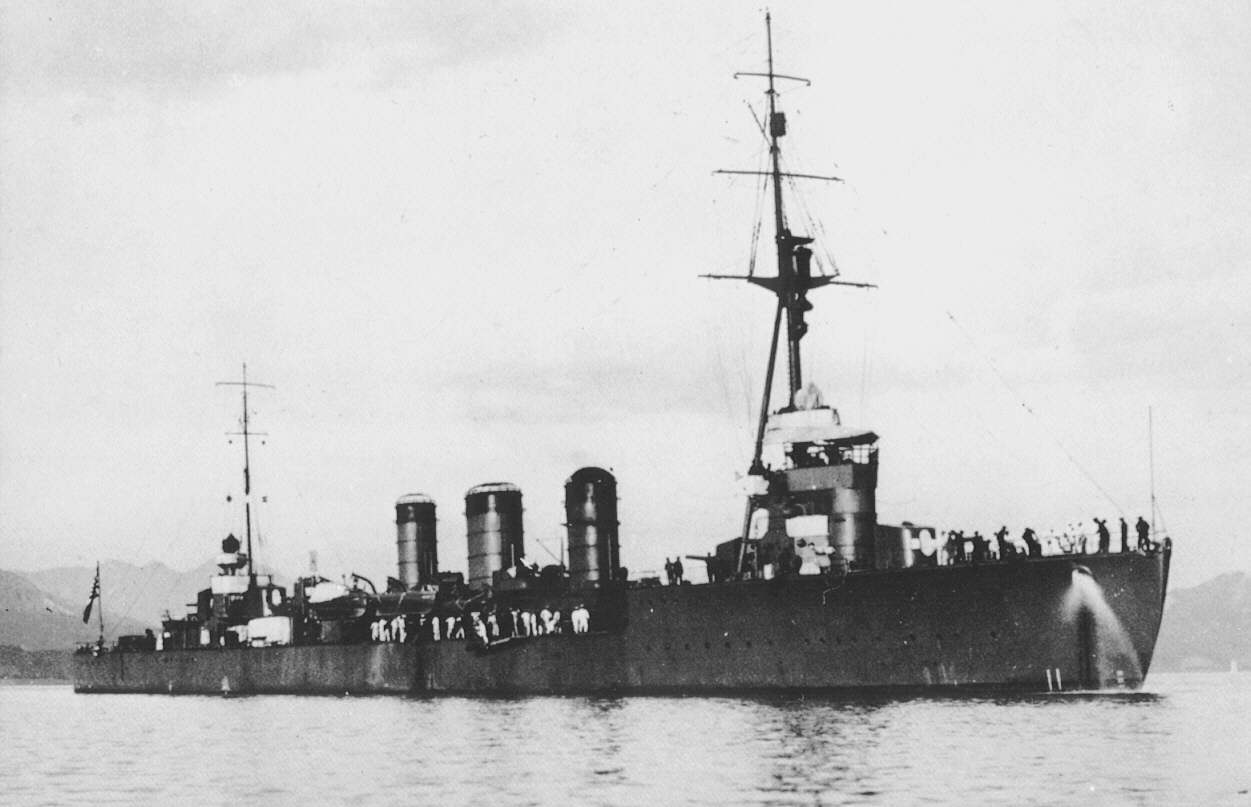
1930年頃
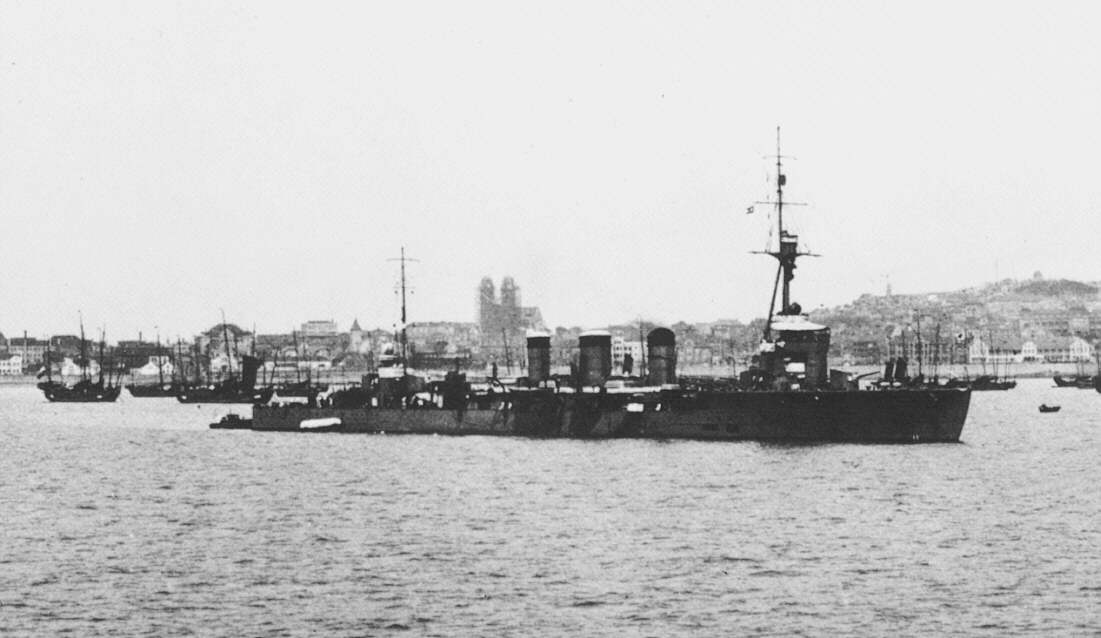
1932年、青島にて
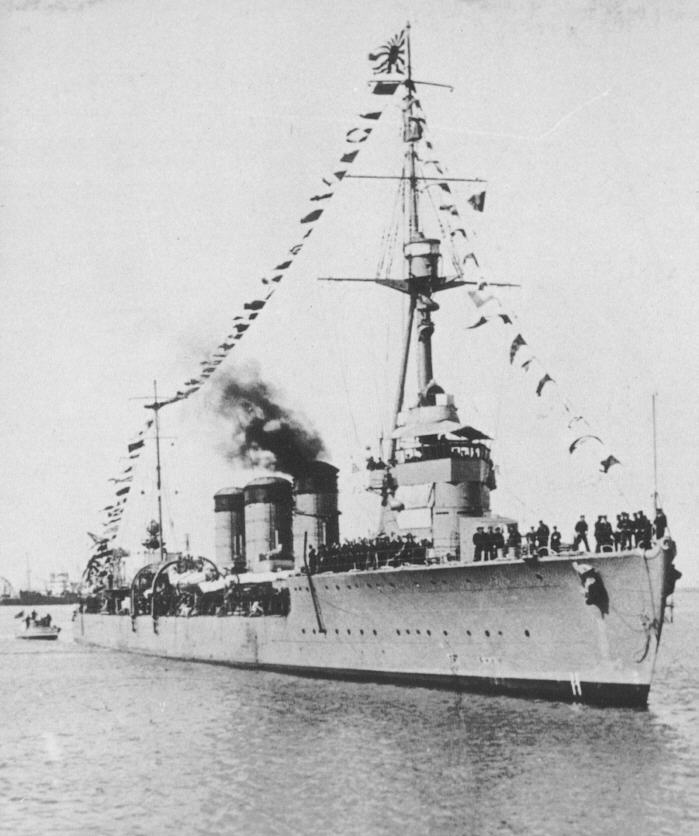
1934年2月11日、青島にて
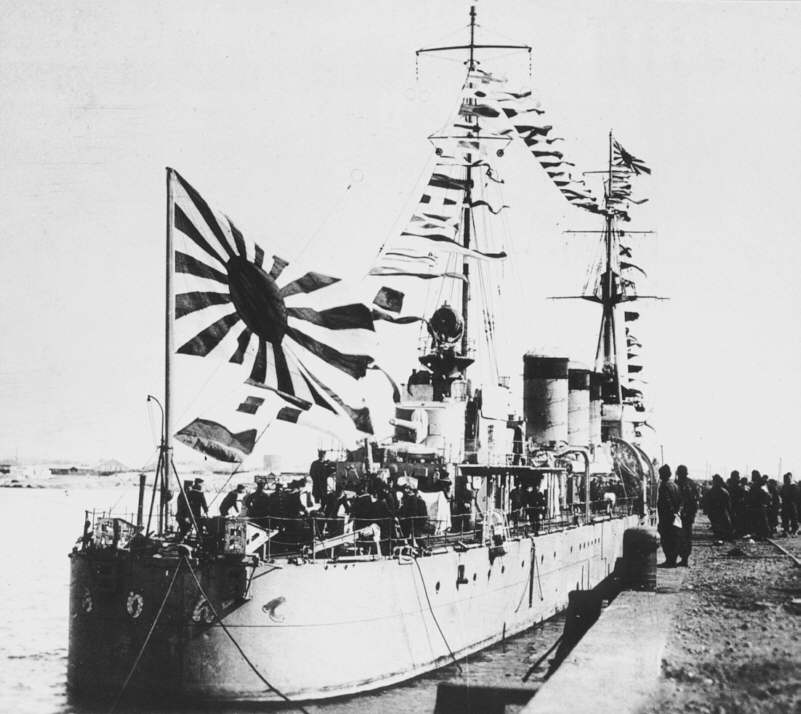
1934年2月11日、青島に接岸中
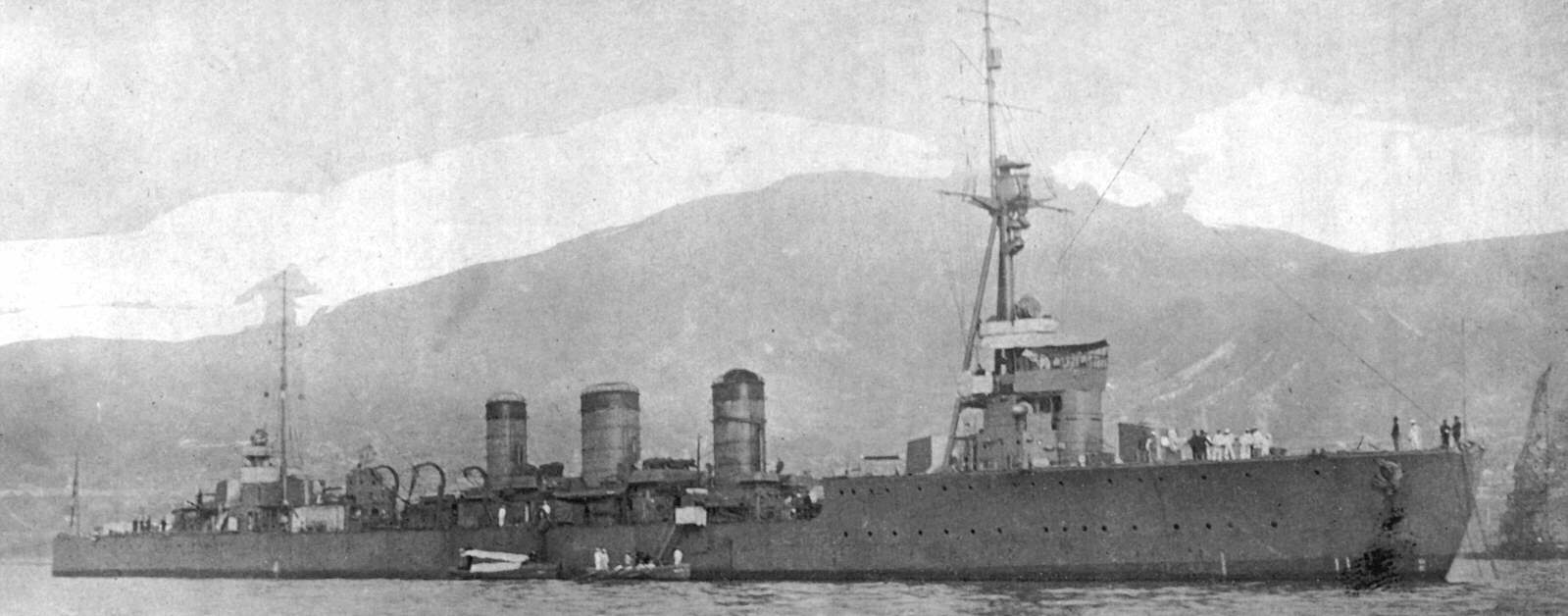
1936年